# Paulette Veste
Paulette Veste (geschiedene Syfrett, in zweiter Ehe Gibbens; * 24. Februar 1928 in Lespesses) ist eine ehemalige französische Kugelstoßerin und Diskuswerferin.
1948 wurde sie bei den Olympischen Spielen in London Vierte im Kugelstoßen und Zehnte im Diskuswurf, und 1950 wurde sie bei den Leichtathletik-Europameisterschaften in Brüssel Sechste im Diskuswurf und Zehnte im Kugelstoßen.
Bei den Olympischen Spielen 1952 in Helsinki kam sie im Kugelstoßen auf den neunten und im Diskuswurf auf den 16. Platz.
Je dreimal wurde sie Französische Meisterin im Kugelstoßen (1949, 1952, 1953) und im Diskuswurf (1948, 1951, 1952).

## Persönliche Bestleistungen
- Kugelstoßen: 13,26 m, 24. August 1952, Colombes
- Diskuswurf: 43,24 m, 17. Juni 1951, Chauny